# Піхальонок Олександр Олександрович
Олександр Піхальонок (нар. 7 травня 1997, Донецьк, Україна) — український футболіст, центральний півзахисник київського «Динамо» та збірної України.

## Кар'єра

### Клубна
Піхальонок є вихованцем молодіжної спортивної школи «Шахтаря», з яким підписав контракт у 2014 році.
На початках грав у молодіжному чемпіонаті України, а дебютував за «Шахтар» в  Прем'єр-лізі в матчі проти «Олександрії» 31 травня 2017 року. Загалом за «Шахтар» в Прем'єр-лізі провів 2 матчі. У молодіжному чемпіонаті зіграв 89 ігор і забив 31 гол.
У лютому 2018 року був відданий в оренду в «Маріуполь» до кінця сезону, після завершення якого повернувся в «Шахтар». Втім незабаром знову відправився до «Маріуполя», провівши там ще один сезон 2018/19, зігравши за півтора роки 36 матчів і забивши 5 голів в чемпіонаті України. У Лізі Європи зіграв 4 матчі та забив 1 гол.
У сезоні 2019/20 виступав за «Шахтар», зігравши у 5 іграх чемпіонату і ставши чемпіоном країни, втім закріпитись у складі рідної команди не зумів.
На початку жовтня 2020 року Піхальонок знову був відданий донецьким клубом в оренду, цього разу в «Дніпро-1». 25 червня 2021 року підписав контракт з СК «Дніпро-1» терміном на 4 роки.
5 червня 2024 року офіційно було оголошено про перехід гравця до складу київського «Динамо».

### Збірна України
Олександр виступав за різні юнацькі збірні України, а у 2017—2018 роках був гравцем молодіжної збірної України.

## Статистика

### Статистика клубних виступів
Станом на 24 травня 2025
| Сезон                 | Команда               | Чемпіонат             | Чемпіонат | Чемпіонат | Національний кубок | Національний кубок | Національний кубок | Континентальні кубки | Континентальні кубки | Континентальні кубки | Інші змагання | Інші змагання | Інші змагання | Усього | Усього | Усього |
| Сезон                 | Команда               | Ліга                  | Ігор      | Голів     | Ліга               | Ігор               | Голів              | Ліга                 | Ігор                 | Голів                | Ліга          | Ігор          | Голів         | Ігор   | Голів  |        |
| --------------------- | --------------------- | --------------------- | --------- | --------- | ------------------ | ------------------ | ------------------ | -------------------- | -------------------- | -------------------- | ------------- | ------------- | ------------- | ------ | ------ | ------ |
| 2016–17               | «Шахтар»              | УПЛ                   | 1         | 0         | КУ                 | 0                  | 0                  | —                    | —                    | —                    | —             | —             | —             | 1      | 0      |        |
| 2017–18               | «Шахтар»              | УПЛ                   | 1         | 0         | КУ                 | 0                  | 0                  | —                    | —                    | —                    | —             | —             | —             | 1      | 0      |        |
| 2017–18               | «Маріуполь»           | УПЛ                   | 10        | 0         | КУ                 | 0                  | 0                  | —                    | —                    | —                    | —             | —             | —             | 10     | 0      |        |
| 2018–19               | «Маріуполь»           | УПЛ                   | 26        | 5         | КУ                 | 0                  | 0                  | ЛЄ                   | 4                    | 1                    | —             | —             | —             | 30     | 6      |        |
| Усього за «Маріуполь» | Усього за «Маріуполь» | Усього за «Маріуполь» | 36        | 5         | —                  | 0                  | 0                  | —                    | 4                    | 1                    | —             | —             | —             | 40     | 6      |        |
| 2019–20               | «Шахтар»              | УПЛ                   | 5         | 0         | КУ                 | 0                  | 0                  | —                    | —                    | —                    | —             | —             | —             | 5      | 0      |        |
| Усього за «Шахтар»    | Усього за «Шахтар»    | Усього за «Шахтар»    | 7         | 0         | —                  | 0                  | 0                  | —                    | —                    | —                    | —             | —             | —             | 7      | 0      |        |
| 2020–21               | «Дніпро-1»            | УПЛ                   | 14        | 0         | КУ                 | 1                  | 0                  | —                    | —                    | —                    | —             | —             | —             | 15     | 0      |        |
| 2021–22               | «Дніпро-1»            | УПЛ                   | 14        | 5         | КУ                 | 2                  | 1                  | —                    | —                    | —                    | —             | —             | —             | 16     | 6      |        |
| 2022–23               | «Дніпро-1»            | УПЛ                   | 30        | 6         | —                  | —                  | —                  | ЛЄ+ЛК                | 2+8                  | 0+2                  | —             | —             | —             | 40     | 8      |        |
| 2023–24               | «Дніпро-1»            | УПЛ                   | 25        | 5         | КУ                 | 1                  | 0                  | ЛЧ+ЛЄ+ЛК             | 1+2+2                | 0+0+1                | —             | —             | —             | 31     | 6      |        |
| Усього за «Дніпро-1»  | Усього за «Дніпро-1»  | Усього за «Дніпро-1»  | 83        | 16        | —                  | 4                  | 1                  | —                    | 15                   | 3                    | —             | —             | —             | 102    | 20     |        |
| 2024–25               | «Динамо»              | ПЛ                    | 19        | 3         | КУ                 | 3                  | 1                  | ЛЧ+ЛЄ                | 6+5                  | 2+1                  | —             | —             | —             | 33     | 7      |        |
| Усього за кар'єру     | Усього за кар'єру     | Усього за кар'єру     | 145       | 24        |                    | 7                  | 2                  |                      | 30                   | 7                    |               | 0             | 0             | 182    | 33     |        |

### Матчі за збірну
Станом на 10 червня 2025 року
| Дата       | Місто      | Господарі     | Результат | Гості     | Турнір                                    | Голи | Примітки |
| ---------- | ---------- | ------------- | --------- | --------- | ----------------------------------------- | ---- | -------- |
| 08-06-2022 | Дублін     | Ірландія      | 0 – 1     | Україна   | Ліга націй УЄФА 2022—2023 - груповий етап | -    | 72'      |
| 11-06-2022 | Лодзь      | Україна       | 3 – 0     | Вірменія  | Ліга націй УЄФА 2022—2023 - груповий етап | -    | 70'      |
| 21-09-2022 | Глазго     | Шотландія     | 3 – 0     | Україна   | Ліга націй УЄФА 2022—2023 - груповий етап | -    | 83'      |
| 24-09-2022 | Єреван     | Вірменія      | 0 – 5     | Україна   | Ліга націй УЄФА 2022—2023 - груповий етап | -    | 46'      |
| 27/09/2022 | Краків     | Україна       | 0 – 0     | Шотландія | Ліга націй УЄФА 2022—2023 - груповий етап | -    | 87'      |
| 12/06/2023 | Бремен     | Німеччина     | 3 – 3     | Україна   | товариський матч                          | -    | 78'      |
| 17/10/2023 | Та-Калі    | Мальта        | 1 – 3     | Україна   | Відбір до ЧЄ 2024                         | -    | 87'      |
| 20/11/2023 | Леверкузен | Україна       | 0 – 0     | Італія    | Відбір до ЧЄ 2024                         | -    | 80'      |
| 07/09/2024 | Прага      | Україна       | 1 – 2     | Албанія   | Ліга націй УЄФА 2024—2025 - груповий етап | -    | 72'      |
| 10/09/2024 | Прага      | Чехія         | 3 – 2     | Україна   | Ліга націй УЄФА 2024—2025 - груповий етап | -    | 84'      |
| 07/06/2025 | Торонто    | Канада        | 4 – 2     | Україна   | товариський матч                          | -    | 58'      |
| 10/06/2025 | Торонто    | Нова Зеландія | 1 – 2     | Україна   | товариський матч                          | -    | 86'      |
| Усього     |            | Матчів        | 12        |           | Голів                                     | 0    |          |

## Особисте життя
Син відомого українського футзаліста Олександра Піхальонка.
Одружений. Дружина Ольга Михайлівна. Має двох синів.

## Досягнення
«Динамо»:
 Чемпіон України: 2025